# 제11회 서울독립영화제
제11회 서울독립영화제는 1985년 9월 26일에 열린 시상식이다.

## 수상 및 후보

### 네이버상
- 순환수 - 이동원 수상

### 코닥상
- 선생님 그리기 - 곽재용 수상
- 미로 - 백성배 수상

### 기획상
- 버려진 우산 - 조진 수상

### 촬영상
- 미로 - 홍재현 수상

### 편집상
- 순환수 - 조명남 수상

### YES24상
- 회심 - 안태근 수상
- 한 여름낮의 꿈 - 이정국 수상